# Рябенко Денис Володимирович
Дени́с Володи́мирович Рябе́нко (2 грудня 1980 — 23 травня 2014) — солдат, український військовик, доброволець, учасник російсько-української війни.

## Війна
Підрозділ чисельністю 25 вояків у бою з терористами біля с. Карлівки потрапив у засідку. «Рябий» прикривав відхід побратимів, у бою з терористами зазнав важкого поранення, зміг виповзти через болото до українських позицій, зберіг особисту зброю. Помер у лікарні.
Тоді ж загинули Олег Ковалишин («Рейдер»), Василь Архіпов («Дід»), Олексій Мірошниченко («Федір») та Микола Козлов («Матвій»), ще п'ятеро — зазнали поранень.
Без Дениса лишилися батьки, сестра.

## Нагороди
У 2021 році нагороджений орденом «За мужність» III ступеня (посмертно).